# Trapezasta mišica
Trapezasta mišica, (latinsko musculus trapezius), tudi kapucasta mišica, izvira iz zatilnice ter trnov vratnih in prsnih vretenc. Pripenja se na lopatični greben in akromij. Glede na potek jo delimo v zgornji del, ki lopatico dviga in rotira, srednji, ki lopatico premika k hrbtenici, in spodnji, ki lopatico vleče navzdol in rotira. Poleg tega je funkcija trapezaste mišice tudi iztezanje vratnega in prsnega dela hrbtenice. V glavnem jo oživčuje akcesorni živec, nociceptivno pa cervikalna živca C3 in C4.